# Кейт Фрийдлендър
Кейт Фрийдлендер (на немски: Kate Friedländer) е австрийски лекар и психоаналитик.

## Биография
Родена е през 1902 година в Инсбрук, Австро-Унгария, в семейство на евреи от средната класа. Тя има двама братя, които умират млади и по-малка сестра, която Кейт много харесва.
Завършва медицина през 1926 г. и се премества да живее в Берлин. Там започва работа при Карл Бонхофер, където има много нейни колеги, които се интересуват от психоанализа. Фрийдлендер получава втора медицинска степен през 1930 г. След идването на нацистите на власт тя заминава за Лондон със съпруга си и двегодишната си дъщеря. Там става първоначално асоцииран член, а след това и пълен член на Британското психоаналитично общество. В Единбург през 1936 г. получава трета медицинска степен. Година по-рано тя се разделя със съпруга си, който става прогресивно все повече душевно болен.
Нейния интерес към психоанализата се развива по две линии – по едната тя върви с Едуард Глоувър, а по другата с Ана Фройд. Впоследствие се обучава в нейните курсове по детска анализа и става неотделима част от курсовете по детска терапия в клиниката Хампстед.
Умира на 20 февруари 1949 година в Лондон от рак на белите дробове с разсейки в мозъка.